# Royal Irish Academy
Die Royal Irish Academy (Königlich Irische Akademie, abgekürzt RIA, irisch Acadamh Ríoga na hÉireann) ist eine nichtstaatliche Akademie der Wissenschaften in Dublin in Irland. Sie ist eine all-irische Institution und Mitglied der All European Academies.

## Geschichte

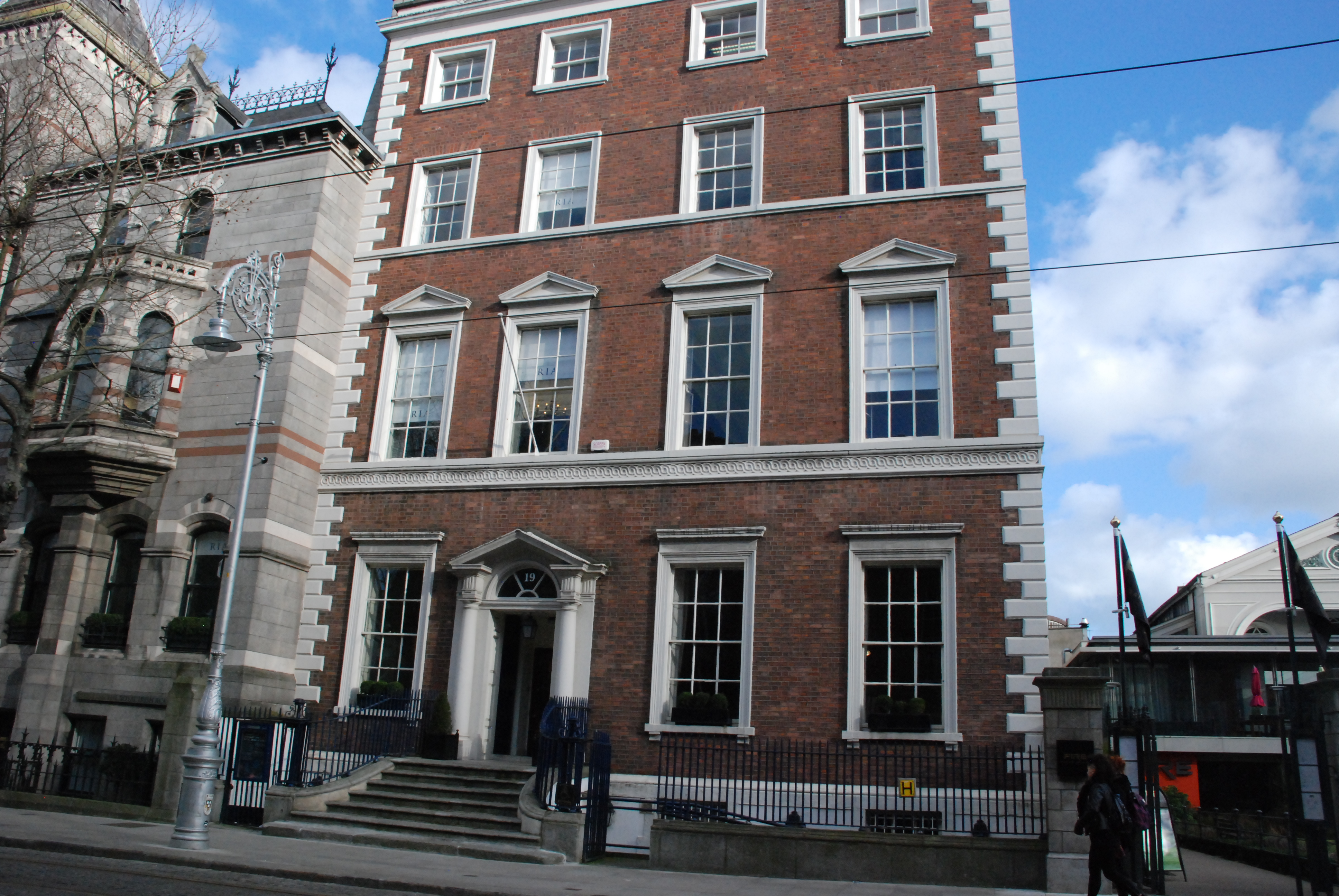
Royal Irish Academy, Academy House

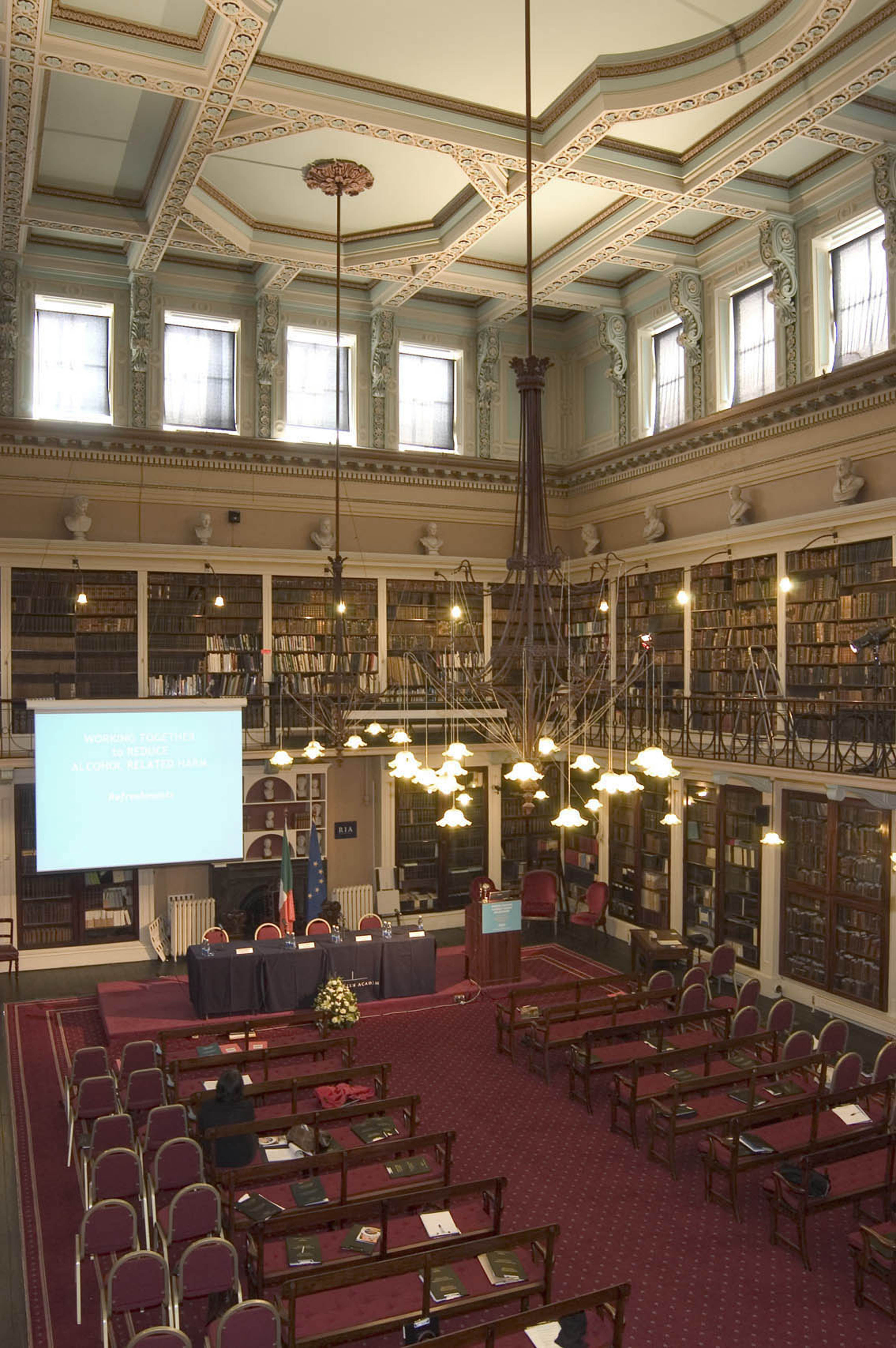
Royal Irish Academy, Meeting Room

Die Akademie wurde 1785 durch James Caulfeild, 1. Earl of Charlemont gegründet und erhielt ein Jahr später eine Royal Charter. 1852 zog die Royal Irish Academy von der Grafton Street 114 in Dublin in ihre heutigen Räumlichkeiten in der Dawson Street 19 um, das als „Academy House“ bekannt ist. Bis zum späten 19. Jahrhundert war die Royal Irish Academy Eigentümerin der wichtigsten nationalen Sammlung irischer Altertümer. Sie übergab ihre Sammlung archäologischer Artefakte und ähnlicher Gegenstände, zu denen so berühmte Stücke wie die Brosche von Tara, das Kreuz von Cong und der Kelch von Ardagh gehörten, an das heutige National Museum of Ireland, behielt aber ihre sehr bedeutende Sammlung von Handschriften, darunter die berühmte Cathach of Colmcille, das Lebor na hUidre (um 1100), das spätere mittelalterliche Leabhar Breac, das Buch von Ballymote und die Annals of the Four Masters.

## Aufgaben
Die Akademie hat derzeit rund 420 ordentliche Mitglieder und unterstützt Forschung und Lehre im wissenschaftlichen Bereich. Ein Mittel dazu ist die Bildung nationaler Komitees zu bestimmten Fachgebieten, um so ein strategisches Diskussionsforum zu schaffen.
Ehrenmitglied kann werden, wer herausragende Leistungen in seinem Fachgebiet erbracht hat. Für eine ordentliche Mitgliedschaft muss die Person in Irland wohnhaft sein und 5 Mitglieder der Akademie müssen der Aufnahme zustimmen.
Die Akademie leitet eine Reihe von Forschungsprojekten in den Natur- und Geisteswissenschaften. Zu den bisherigen Projekten gehören The Digital Humanities Observatory (DHO), New Survey of Clare Island (NSCI), The Origins of the Irish Constitution (OIC), und das Dictionary of Irish Biography (DIB).
Die Akademie ist auch als Herausgeber tätig, z. B. der Zeitschrift Ériu. Außerdem verfügt sie über eine umfangreiche Bibliothek, die u. a. die größte Sammlung altirischer Handschriften und die persönliche Bibliotheken von Thomas Moore und Osborn J. Bergin umfasst.
Im Jahr 2009 hat sie das Dictionary of Irish Biography (DIB) ins Leben gerufen, ein Nachschlagewerk zur Kulturgeschichte Irlands anhand von mehr als zehntausend Biografien von inzwischen verstorbenen Männern und Frauen, die in Irland oder mit irischen Wurzeln außerhalb Irlands geboren wurden. Seit dem 17. März 2021, dem Saint Patrick’s Day, steht die zuvor kostenpflichtige Online-Ausgabe des DIB allen Interessierten frei und kostenlos zur Verfügung.

## Präsidenten
- 1785–1799: James Caulfeild, 1. Earl of Charlemont (1. Präsident)[6]
- 1799–1812: Richard Kirwan[7]
- 1812–1822: Charles Bury, 1. Earl of Charleville[8]
- 1822–1835: John Brinkley[9]
- 1835–1837: Bartholomew Lloyd[10]
- 1837–1846: Sir William Rowan Hamilton[6]
- 1846–1851: Humphrey Lloyd[11]
- 1851–1856: Thomas Romney Robinson[12]
- 1856–1861: James Henthorn Todd[13]
- 1861–1866: Charles Graves[14]
- 1866–1869: James Talbot, 4. Baron Talbot of Malahide[15]
- 1869–1874: John Hewitt Jellett[16]
- 1874–1876: William Stokes[17]
- 1877–1882: Robert Kane
- 1882–1886: Samuel Ferguson (1810–1886)
- 1886–1891: Samuel Haughton[18]
- 1891–1892: William Reeves[19] (gest. 1892)
- 1892–1896: John Kells Ingram[20]
- 1896–1901: Lawrence Parsons, 4. Earl of Rosse[21]
- 1901–1906: Robert Atkinson
- 1906–1911: Francis Alexander Tarleton
- 1911–1916: John Pentland Mahaffy[22]
- 1916–1921: John Henry Bernard[23]
- 1921–1926: Sydney Young
- 1926–1931: Robert Alexander Stewart Macalister[24]
- 1931–1934: Robert Lloyd Praeger[25]
- 1934–1937: Edward John Gwynn
- 1937–1940: Arthur William Conway
- 1940–1943: Eoin MacNeill[26]
- 1943–1946: Richard Irvine Best[27]
- 1946–1949: Thomas Percy Claude Kirkpatrick[28]
- 1949–1952: John James Nolan
- 1952–1955: Patrick Joseph Boylan (1879–1974)
- 1955–1958: James O’Connor (1886–1974)
- 1958–1961: Aubrey Osborn Gwynn
- 1961–1964: John Lighton Synge[29]
- 1964–1966: Joseph Doyle (1891–1974)
- 1966–1967: Myles Dillon
- 1967–1970: Joseph J. Raftery (1913–1992)
- 1970–1973: Vincent C. Barry[30]
- 1973–1976: David Greene
- 1976–1979: Frank Mitchell[31]
- 1979–1982: Proinsias Mac Cana[32]
- 1982–1985: William Arthur Watts[33]
- 1985–1987: T. K. Whitaker
- 1987–1990: James Dooge[34]
- 1990–1993: Aidan Clark
- 1993–1996: John O. Scanlan[35]
- 1996–1999: Michael Herity[36]
- 1999–2002: Thomas David Spearman[37]
- 2002–2005: Michael E. F. Ryan[38]
- 2005–2008: James Slevin[36]
- 2008–2011: Nicholas Canny
- 2011–2014: Luke Drury[39]
- 2014–2017: Mary E. Daly[26]
- 2017–2020: Michael Peter Kennedy
- 2020: Mary Canning[40]

## Weitere bekannte Mitglieder
- Siehe Kategorie:Mitglied der Royal Irish Academy.